# Carlo Farini (politico)
Carlo Farini (Ferrara, 27 febbraio 1895 – Roma, 30 gennaio 1974) è stato un politico e partigiano italiano.

## Biografia
Nel 1907 aderì alla Federazione Giovanile Socialista Italiana di Ferrara. Fra i fondatori del PCd'I, dopo un periodo trascorso a Mosca, diresse clandestinamente l'organizzazione del suo partito a Roma.
Emigrato a Parigi, allo scoppiare della guerra civile spagnola accorse nelle file delle Brigate Internazionali. Riparato in Francia e ristretto in campo di concentramento, con l'invasione nazista fu consegnato dai collaborazionisti di Vichy alla polizia fascista italiana. Avviato al confino nel 1940, quando nell'agosto del 1943 Farini tornò in libertà fu, in Liguria, tra i primi organizzatori della Resistenza italiana. Passato in Umbria vi organizzò la struttura del Partito comunista e, alla Liberazione, divenne consigliere comunale di Terni.
Delegato alla Costituente, dal 1948 al 1958 fu eletto deputato per il collegio di Perugia e, dal 1946 al 1950, resse pure, come segretario, la Federazione provinciale di Terni.
Carlo Farini è stato anche consigliere nazionale dell'ANPI e ha presieduto, a Imperia, il locale Istituto storico della Resistenza.